# 혹성탈출 (1968년 영화)
《혹성탈출》(영어: Planet of the apes)은 1968년 제작된 미국의 공상과학 영화이다. 《혹성탈출 영화 시리즈》의 첫번째이다.

## 줄거리
우주 비행사 테일러, 랜던, 닷지는 광속에 가까운 우주 여행 후 깊은 동면에서 깨어난다. 그들의 우주선은 미지의 행성에 있는 호수에 추락한다. 테일러의 추정에 따르면 그들은 지구에서 300광년 떨어진 오리온자리의 벨라트릭스 성계에 있다. 가라앉는 우주선을 포기하기 전, 임무 사령관 테일러는 우주선 연대기를 읽어보니 3978년 11월 25일, 즉 1972년에 출발한 지 2,006년 후임을 확인한다. 세 우주 비행사는 동면 캡슐에 있었고 약 1년 미만으로 나이를 먹었다. 그러나 네 번째 우주 비행사인 스튜어트는 동면 캡슐이 손상되어 빠르게 나이를 먹은 후 사망한 것으로 밝혀진다.
그들은 황량한 황무지를 여행하다가 섬뜩한 허수아비 같은 형상과 무성한 식물이 자라는 민물 호수를 발견한다. 그들이 수영하는 동안 옷을 원시적이고 말 못하는 인간들이 훔쳐 찢는다. 얼마 지나지 않아 무장한 고릴라들이 인간들이 식량을 모으고 있는 옥수수밭을 습격한다. 테일러는 목에 총을 맞고 다른 사람들과 함께 잡힌다. 닷지는 살해되고 랜던은 혼란 속에서 잡힌다. 테일러는 유인원 도시로 끌려간다. 동물 심리학자 지라와 외과의사 갈렌이라는 두 침팬지는 테일러의 목숨을 살리지만, 목 부상으로 인해 일시적으로 말을 못하게 된다.
테일러는 포로로 잡힌 여성과 함께 있게 되는데, 그는 나중에 그녀를 노바라고 이름 짓는다. 그는 엄격한 계급 제도를 가진 고도로 발전된 말하는 유인원 사회를 관찰한다. 고릴라는 군사력과 노동자이며, 오랑우탄은 정부와 종교를 감독하고, 지적인 침팬지는 주로 과학자와 의사이다. 유인원 사회는 신권정치이며, 유인원들은 원시적인 인간을 사냥해야 할 해충으로 여기고, 즉시 죽이거나, 노예로 삼거나, 과학 실험에 사용한다. 테일러는 필담과 종이비행기를 만들어 지라와 그녀의 약혼자 코넬리우스에게 자신이 그들만큼 똑똑하다는 것을 설득한다. 그들의 오랑우탄 상사인 자이우스 박사는 지라의 반대에도 불구하고 테일러를 거세하려 한다. 테일러는 탈출하여 박물관에 박제되어 전시된 닷지의 시체를 발견한다. 그는 곧 다시 잡히고 목소리를 되찾는데, 이는 유인원들을 경악하게 한다.
테일러의 기원을 밝히기 위한 청문회가 열린다. 테일러는 두 동료를 언급하고, 랜던이 뇌엽 절제술을 받아 긴장증 상태가 되었음을 알게 된다. 테일러가 국경 너머의 알려지지 않은 인간 부족 출신이거나 그에게 말하는 능력을 준 미친 과학자의 실험 대상이라고 믿은 자이우스는 테일러가 자신의 기원을 밝히기를 거부하자 개인적으로 테일러를 거세하고 뇌엽 절제술을 하겠다고 위협한다. 지라의 조카 루시우스의 도움으로 지라와 코넬리우스는 테일러와 노바를 풀어주고, 테일러의 우주선이 추락했던 유인원 도시 밖의 금지 구역으로 데려간다. 유인원 법은 이 지역을 수세기 동안 출입 금지 구역으로 규정해왔다. 코넬리우스와 지라는 이단 혐의를 벗기 위해 코넬리우스가 1년 전에 발견했던 초기 비유인원 문명의 증거를 모으려 한다. 테일러는 자신이 다른 행성에서 왔다는 것을 증명하는 데 집중한다.
그룹이 동굴에 도착했을 때, 코넬리우스는 자이우스와 그의 병사들에게 가로막힌다. 테일러는 자이우스를 쏘겠다고 위협하여 그들을 막고, 자이우스는 그들의 이론을 반박하기 위해 동굴로 들어가기로 동의한다. 안에서 코넬리우스는 유인원 역사보다 오래된 기술적으로 발전된 인간 사회의 유물을 보여준다. 테일러는 틀니, 안경, 심장 판막, 그리고 유인원들을 경악하게 한 말하는 인간 인형과 같은 유물들을 식별한다. 자이우스는 자신이 고대 인간 문명에 대해 항상 알고 있었다고 인정한다. 테일러는 해답을 찾고 싶어 한다. 자이우스는 테일러에게 원치 않는 답을 찾게 될 것이라고 경고하며, 현재 황량한 금지 구역이 한때는 무성한 낙원이었다고 덧붙인다. 테일러와 노바가 떠나는 것이 허락된 후, 자이우스는 증거를 파괴하기 위해 동굴을 봉쇄하고, 지라, 코넬리우스, 루시우스를 이단 혐의로 기소한다.
테일러와 노바는 해안선을 따라 말을 타고 간다. 마침내 그들은 자유의 여신상 잔해를 발견하고, 이 외계 행성이라고 생각했던 곳이 핵전쟁 이후의 지구였다는 것을 알게 된다. 노바가 충격에 빠진 채 지켜보는 가운데 자이우스의 이전 경고를 이해한 테일러는 절망에 무릎을 꿇고 세상을 파괴한 인류를 저주한다.

## 출연

### 주연
- 찰턴 헤스턴 ... 조지 테일러 역
- 로디 맥다월 ... 코넬리우스 박사 역
- 킴 헌터 ... 지라 역
- 모리스 에번스 ... 닥터 제이우스 역
- 제임스 위트모어 ... 의회 대통령 역
- 제임스 데일리 ... 닥터 호노리어스 역
- 린다 해리슨 ... 노바 역

### 조연
- 로버트 건너 ... 랜도 역
- 루 와그너 ... 루시어스 역
- 우드로 파프레이 ... 닥터 맥시머스 역
- 제프 버턴 ... 닷지 역
- 벅 카탤리언 ... 줄리어스 역
- 노먼 버턴 ... 사냥꾼 리더 역
- 라이트 킹 ... 닥터 게린 역
- 폴 램버트 ... 수상 역

## 한국판 성우진 (MBC, 1988년 8월 20일)
- 박일 - 조지 테일러 (찰턴 헤스턴)
- 권혁수 - 코넬리우스 (로디 맥다월)
- 정희선 - 지라 (킴 헌터)
- 이우신 - 제이어스 박사 (모리스 에번스)
- 한규희
- 탁재인
- 김관철
- 이윤연

## 기타
- 협력프로듀서: 모트 에이브러햄스
- 미술: 잭 마틴 스미스
- 미술: 윌리암 J. 크리버
- 특수효과: 존 챔버스

## 같이 보기
- 종말물
- 생존 영화